# Dryopsophus kumae
Espèce
Synonymes
- Litoria kumae Menzies & Tyler, 2004

Statut de conservation UICN

 DD  : Données insuffisantes
Dryopsophus kumae est une espèce d'amphibiens de la famille des Pelodryadidae.

## Répartition
Cette espèce est endémique de Papouasie-Nouvelle-Guinée. Elle se rencontre dans la province des Hautes-Terres méridionales au-dessus de 1 000 m d'altitude dans le haut des bassins du fleuve Kikori et de la rivière Strickland.

## Étymologie
Cette espèce est nommée en l'honneur de Kuma, fille de Pam, personnages de la tradition Papoue.

## Publication originale
- Menzies & Tyler, 2004 : Litoria gracilenta (Anura : Hylidae) and related species in New Guinea. Australian Journal of Zoology, vol. 52, no 2, p. 191-214.